# والرین کاذب (سرده)
والرین کاذب (نام علمی: Centranthus) نام یک سرده از تیره آقطیان است.